# Takamatsu
Takamatsu (高松市, Takamatsu-shi, japonsko: [takaꜜmatsɯ]) je glavno mesto v prefekturi Kagava na Japonskem. Od 1. novembra 2022 je imelo mesto ocenjeno število prebivalcev 414.134 v 190.120 gospodinjstvih in gostoto prebivalstva 1.100 oseb na km². Skupna površina mesta je 375,41 kvadratnih kilometrov. Je glavno mesto prefekture.

## Geografija
Takamatsu je v osrednji prefekturi Kagava na otoku Šikoku. Mesto je v nižini Takamatsu, ki je del nižine Sanuki, in je v celoti zasedeno z blagim pobočjem. Severni del je obrnjen proti Notranjemu morju Seto in tvori polkrožno mestno območje s središčem pristanišča Takamatsu in novega pristanišča Takamatsu (splošno znanega kot Šinminato). Zahodni del mesta je sestavljen iz aluvialnega stožca, ki je nastal s sedimentacijo reke Koto. Vzhodni del je poplavljena ravnina, ki jo tvorita reki Kasuga in Šinkava. Na severovzhodnem delu otoka sta Jašima, planota v obliki mize, ki štrli v Notranje morje Seto, ki je bila prizorišče bitke pri Jašimi v Genpeiski  vojni in Cape Takei, skrajni severni vrh glavnega otoka Šikoku. Deli mesta so znotraj meja narodnega parka Setonaikai. Območje mesta vključuje tudi številne majhne naseljene otoke v Notranjem morju Seto.
Takamatsu ima vlažno subtropsko podnebje (Köppnova podnebna klasifikacija Cfa) z vročimi, vlažnimi poletji in hladnimi zimami. Nekaj dežja pade skozi vse leto, vendar je največ dežja v mesecih od maja do septembra.
Po podatkih japonskega popisa prebivalstva leta 2020 v Takamatsu živi 417.496 ljudi.[5] Takamatsu izvaja popise od leta 1920.

## Zgodovina
Območje Takamatsu je bilo del starodavne province Sanuki. V obdobju Heian in Kamakura je bilo območje kot najbližje pristanišče Honšuju z otoka Šikoku prometno središče in prehod za romarje v svetišče Kotohira-gu. V obdobju Sengoku je Ikoma Čikamasa leta 1588 uredil prvi grad Takamatsu. Leta 1642 je Macudaira Jorišige, sin Tokugave Jorifusa iz domene Mito in vnuk Tokugave Iejasuja, prejel 120.000 kokujev domene Takamatsu, ki so ji njegovi potomci še naprej vladali do obnove Meidži.
Po obnovitvi Meidži je bilo mesto Takamatsu ustanovljeno z vzpostavitvijo sistema sodobnih občin 15. februarja 1890. Grajski stolp, ki je bil prej uporabljen kot simbol mesta, je bil uničen v obdobju Meidži. Mestne meje so se v več ponovitvah razširile s priključitvijo sosednjih vasi in mest. Med drugo svetovno vojno je bilo Takamatsu izbrano za tarčo ameriškega poveljstva bombnikov XXI, ker je bilo mesto pomembna osrednja točka železniških in cestnih tranzitnih sistemov Šikokuja in je vsebovalo nekaj industrije, ključnega pomena za podporo vojnih prizadevanj. 3. julija 1945 ob 18:40 (JST) je 128 bombnikov B-29 Superfortress odvrglo več kot 800 ton zažigalnih bomb na Takamatsu in uničilo 78 % pozidanih območij mesta ter ubilo 1359 ljudi.
Mesto si je po vojni hitro opomoglo, njegove meje pa so se še naprej širile. 1. aprila 1999 je bilo določeno za osrednje mesto z večjo lokalno avtonomijo.
26. septembra 2005 je bilo mesto Šionoe (iz okrožja Kagava) združeno v Takamatsu. 10. januarja 2006 je Takamatsu privzel naslednja mesta: Adži in Mure (iz okrožja Kita), Kagava in Kōnan (iz okrožja Kagava) in Kokubundži (iz okrožja Ajauta).

## Gospodarstvo
Takamatsu je največja občina na Šikokuju in je mesto z veliko koncentracijo podružnic podjetij po vsej državi, ki igrajo pomembno vlogo v njegovem gospodarstvu. Vsebuje tudi večino podružnic nacionalne vlade za Šikoku. Leta 2004 je bila dokončana gradnja Symbol Towera, novega simbola Takamatsuja. Symbol Tower je v predelu Sunport v mestu in je najvišja stavba v Takamatsuju in je tik poleg druge visoke stavbe Hotel JR Clement (prej ANA Clement Hotel), ki je prav tako del kompleksa Sunport. Sunport Takamatsu je povezan tudi s pristanišči Takamatsu.
Podjetja s sedežem v mestu so med drugimi:
- Železniško podjetje Šikoku[4]
- Tadano Limited[5]
- Šikoku Šimbun

## Lokalne znamenitosti
- Park Ritsurin, japonski vrt, ki ga je japonska vlada označila za posebno mesto slikovite lepote
- Grad Takamatsu je znan po uporabi morske vode v svojem jarku, pred kratkim pa je bila stara utrdba gradu uspešno obnovljena in odprta za ogled javnosti.[6]
- Planota Jašima, ki je dom različnih točk za oglede. Ob vznožju gore je muzej na prostem Šikoku Mura, kjer so razstavljeni vidiki regionalne zgodovine in kulture. Na sami gori je Jašima-dži, številka 84 romanja Šikoku. Na vrhu gore je tudi razgledna ploščad, ki ponuja pogled na Notranje morje Seto.
- Takamatsu deluje tudi kot vozlišče za dostop do različnih otokov Notranjega morja Seto. Sem spadajo Megidžima, Ogidžima, Naošima, Tešima in Šōdošima. Od leta 2010 je Takamatsu, skupaj s temi otoki in še več, gostitelj Trienala Setouči, festivala sodobne umetnosti s številnimi razstavami na prostem uglednih umetnikov z vsega sveta.

## V literaturi
- Takamatsu je glavno dogajanje v romanu Kafka na obali Harukija Murakamija.
- Mornariški poveljnik Tameiči Hara, rojen v Takamatsu leta 1900, pripoveduje o svojem otroštvu v spominih Kapitan japonskega rušilca.[7]
- Takamatsu je glavno prizorišče mange in anime Poco's Udon World.

## Galerija
- Mestna hiša v Takamatsuju
- Pogled na center Takamatsuja
- Pogled iz Jašima na pristanišče Takašima
- Symbol Tower